# Куэтт, Морис
Морис Мари Альфред Куэтт (фр. Maurice Couette, 9 января 1858, Тур — 18 августа 1943, Анже) — французский учёный-механик, известный своими исследованиями явления текучести.

## Биография
Единственный ребёнок в семье Альфреда Эрнеста Куэтта, торговца тканями.
Получил образование в народной школе в духе Римско-католической церкви (Братья христианских школ), степень бакалавр в области гуманитарных наук присвоена в 1874 году. В 1877 году присвоена степень бакалавра в области математики, а в 1879 году — физических наук на факультете Пуатье. После короткого периода работы в качестве лектора в Анже, добровольно поступил в 12-й артиллерийский полк в Венсене на один год военной службы. В 1881 году поселился в Париже и поступил в Сорбонну, изучал физические науки в рамках подготовки к получению диплома преподавателя. Позже преподавал в муниципалитете (коммуне) Аркей и Политехнической школе в Париже.
В Сорбонне учился у Жозефа Буссинеска. С 1887 года работал в научно-исследовательской лаборатории физики у Габриэля Липпмана (впоследствии Нобелевского лауреата по физике). Куэтт получил докторскую степень за работу «Исследования по трению жидкостей» (1890), а вскоре стал профессором в католическом университете Анже (теперь известный как Католический университет де l’Ouest). Место, однако, было плохо оплачиваемым, и поэтому он должен был преподавать в других местах, например, на бесплатном факультете естественных наук, школе сельского хозяйства и нескольких средних школах в Анже. Он по-прежнему продолжал различные теоретические и экспериментальные научные исследования.
Вышел в отставку в 1933 году.
Создал вискозиметр, который используется для точного измерения вязкости жидкостей и дает поразительно точные результаты. Ламинарное круговое движение несжимаемой жидкости, заключенной между двумя вращающимися относительно друг друга цилиндрами, известно как течение Куэтта.
Изучал граничные условия течений жидкости и показал, что «нет скольжения».
Состоял членом Французского общества физики.
В 1886 году женился на Жанне Дженни, в браке родилось восемь детей, пять из которых достигли совершеннолетия.